# ويليام أرنولد كارتر
ويليام أرنولد كارتر (بالإنجليزية: William Arnold Carter)‏ هو سياسي أمريكي، ولد في 27 يونيو 1907 في كورسيكانا في الولايات المتحدة، وتوفي في 18 مايو 1996 في واشنطن العاصمة في الولايات المتحدة.